# Tortiya
Cet article possède un paronyme, voir Tortilla.
Tortiya  est une petite ville, située au nord de la Côte d'Ivoire, à environ 100 kilomètres au sud de la ville de Korhogo, née de l'exploitation d'un gisement de diamants.

## Histoire
L'histoire de Tortiya commence en 1947 lorsqu'un géologue français de la SAREMCI (société anonyme de recherche et d’études minières en Côte d’Ivoire), Georges Malaurent, y découvre un gisement diamantifère. Il baptise l'endroit Tortiya en hommage au chef-d’œuvre de John Steinbeck Tortilla Flat, qu'il lisait à ce moment-là. Une ville champignon surgit autour des mines et l'exploitation artisanale s'industrialise rapidement, avec la construction d'une centrale électrique et d'une usine traitant 150 000 à 200 000 carats.
En 1974, la SAREMCI, déficitaire, cesse ses activités après avoir récolté au total 4,5 millions de carats. Les réserves minières restent toutefois suffisamment importantes pour que commence alors l'aventure de l'exploitation artisanale. Au début des années 90, jusqu’à 40 000 prospecteurs travaillaient sur le site. Ils ne sont plus que 1500 au début des années 2000. Toutefois, la ville se dégrade et apparaît de plus en plus comme une ville oubliée du Far West.
À partir de la guerre civile en 2002, les conditions se dégradent et les autorisations des exploitants artisanaux expirent sans être renouvelées. La production illégale de diamants bruts au nord de la Côte d’Ivoire constitue alors un revenu important pour les Forces nouvelles même si la production à Tortiya est sans doute modeste par rapport à celle de la zone de Séguéla.
En janvier 2015 toutefois, un permis de recherche minière pour le diamant à la Société pour le développement minier de la Côte d’Ivoire (SODEMI) à Tortiya est accordé par le gouvernement ivoirien. A la fin de l'année 2017, des activités de prospection sont menées par cette dernière, sans résultat.

## Géographie et environnement
La ville est traversée par la rivière Bou.
Depuis la guerre civile, les hippopotames qui peuplaient les berges de la Bou ont disparu.

## Administration
Administrativement, Tortiya est une sous-préfecture située anciennement dans le département de Katiola et aujourd'hui dans le nouveau département de Niakaramandougou. Les terres constituant aujourd’hui la sous-préfecture de Tortiya, y compris Tortiya ville, auraient été concédées par le village Natiemboro. 
Cette commune est dirigée par Zoumana Yéo puis, depuis les élections couplées régionales-municipales du 13 octobre 2018 par le maire Blaise Coulibaly Kinapinan.
Il n’y a jamais eu réellement de chef traditionnel à Tortiya, car les deux groupes majoritaires Sénoufo et Tagbana se disputent le pouvoir sur Tortiya.

## Infrastructures
Le bâtiment de la sous-préfecture (qui avait servi à la compagnie Delta Force des Forces Nouvelles et considéré à l’époque comme une prison de guerre) a finalement été plutôt utilisé pour l’exploitation minière. Des galeries souterraines ont été creusées à l’intérieur du bâtiment et ont fini par entraîner son effondrement. Le bâtiment est aujourd’hui abandonné.
L'aérodrome est également devenu une zone d'exploitation artisanale et a été détruit.
Il existe une unique piste de 47 kilomètres reliant Tortiya à Niakaramadougou.

## Population
A Tortiya, les Sénoufo sont majoritaires, avec deux sous-groupes autochtones constituent à eux seuls la majorité de la population : les Nafanra (venus de Natiemboro, un des villages les plus proches) et les Tagbana (venus de Katiola).
De plus, vivent à Tortiya de nombreuses communautés allochtones venues pour l’exploitation artisanale du diamant : maliens, burkinabés, ghanéens et nigériens. 

## Économie
Selon une étude géologique qui a été effectuée par l’ United States Geological Survey (USGS), en retranchant ce qui a été extrait jusqu'à aujourd'hui, il resterait un total de 1 100 000 carats de réserve à Tortiya.
Bien que l'extraction industrielle du diamant soit arrêtée en Côte d'Ivoire, une exploitation artisanale se poursuit à Séguéla et Tortiya, situées dans la zone contrôlée par la rébellion ivoirienne. Le produit de cette exploitation artisanale reste difficile à évaluer même s'il est aujourd'hui à priori dérisoire.
Le campement d'accueil La Paillote est un hébergement touristique.